# 니콜라스와 알렉산드라
니콜라스와 알렉산드라(Nicholas And Alexandra)는 미국에서 제작된 프랭클린 J. 샤프너 감독의 1971년 드라마 영화이다. 마이클 제이스톤 등이 주연으로 출연하였다. 로버트 K. 마시의 동명의 1967년 책에 기반을 둔다.
이 영화는 1971년 12월 13일 콜럼비아 픽처스에 의해 극장 개봉되었으며 엇갈린 평가를 받았고 상업적으로는 실패했다. 그럼에도 불구하고 이 영화는 제44회 아카데미상에서 작품상을 포함한 6개 부문에서 후보에 올랐다.

## 출연

### 주연
- 마이클 제이스톤
- 자넷 수즈먼

### 조연
- 해리 앤드류즈
- 톰 베이커
- 마이클 브라이언트
- 모리스 덴험
- 잭 호킨스
- 이안 홈
- 쿠르트 유르겐스
- 존 맥케너리
- 에릭 포터
- 마이클 레드그레이브
- 앨런 웹
- 아이린 워스
- 로렌스 올리비에

## 제작진
- 원작자: 로버트 마시
- 협력프로듀서: 앤드류 도놀리
- 미술: 존 복스
- 의상: 이본느 블레이크
- 의상: 안토니오 카스틸로
- 배역: 모드 스펙터